# 溴化镓
溴化镓 (GaBr3)是一种化合物，也是四种卤化镓之一。
溴化镓是一种白色固体，会与水反应。固体溴化镓在室温下稳定，主要以二聚体形式存在。

## 制备
制备GaBr3的一种方法是在真空下存在液体溴的情况下加热元素镓。在高度放热的反应之后，将混合物静置，然后进行各种纯化步骤。从20世纪初开始，这种方法仍然是制备GaBr3的有用方法。从历史上看，镓是通过在KOH溶液中电解氢氧化物而获得的，但是如今，它是作为铝和锌生产的副产品而获得的。
GaBr3 也可以由 Ga(s) 和 Br(g) 在无水，无氧，有机和无油脂的环境中化合而成。反应产物是气体，必须结晶才能形成实验室购买的GaBr3固体:
Ga(s) + 3Br(l) → GaBr3(g)